# Scorpidium scorpioides
Scorpidium scorpioides là một loài Rêu trong họ Amblystegiaceae. Loài này được (Hedw.) Limpr. miêu tả khoa học đầu tiên năm 1899.